# Мецаказа (Белуно)
Мецаказа (итал. Mezzacasa) је насеље у Италији у округу Белуно, региону Венето.
Према процени из 2011. у насељу је живело 36 становника. Насеље се налази на надморској висини од 327 м.